# Miami Heat 2009-2010
La stagione 2009-10 dei Miami Heat è stata la 22ª nella NBA per la franchigia.
I Miami Heat sono arrivati terzi nella Southeast Division della Eastern Conference con un record di 47-35. Nei play-off hanno perso al primo turno con i Boston Celtics (4-1).

## Risultati
| Squadra           | V  | P  | %    | GB   |
| ----------------- | -- | -- | ---- | ---- |
| Orlando Magic     | 59 | 23 | 72,0 | -    |
| Atlanta Hawks     | 53 | 29 | 64,6 | 6,0  |
| Miami Heat        | 47 | 35 | 57,3 | 12,0 |
| Charlotte Bobcats | 44 | 38 | 53,7 | 15,0 |
| Wash. Wizards     | 26 | 56 | 31,7 | 33,0 |

## Roster
| N° | Naz.                   | Ruolo | Sportivo           | Anno | Alt. | Peso \|\| |
| -- | ---------------------- | ----- | ------------------ | ---- | ---- | --------- |
| 1  | Stati Uniti (bandiera) | GA    | Dorell Wright      | 1985 | 201  | 91        |
| 3  | Stati Uniti (bandiera) | G     | Dwyane Wade        | 1982 | 193  | 96        |
| 5  | Stati Uniti (bandiera) | G     | Quentin Richardson | 1980 | 198  | 101       |
| 6  | Stati Uniti (bandiera) | G     | Mario Chalmers     | 1986 | 185  | 86        |
| 7  | Stati Uniti (bandiera) | AC    | Jermaine O'Neal    | 1978 | 211  | 103       |
| 8  | Porto Rico (bandiera)  | G     | Carlos Arroyo      | 1979 | 188  | 92        |
| 9  | Francia (bandiera)     | A     | Yakhouba Diawara   | 1982 | 201  | 102       |
| 11 | Stati Uniti (bandiera) | G     | Rafer Alston       | 1976 | 188  | 78        |
| 14 | Stati Uniti (bandiera) | G     | Daequan Cook       | 1987 | 196  | 93        |
| 21 | Canada (bandiera)      | A     | Jamaal Magloire    | 1978 | 211  | 117       |
| 22 | Stati Uniti (bandiera) | A     | James Jones        | 1980 | 203  | 102       |
| 30 | Stati Uniti (bandiera) | A     | Michael Beasley    | 1989 | 206  | 107       |
| 40 | Stati Uniti (bandiera) | A     | Udonis Haslem      | 1980 | 203  | 104       |
| 42 | Stati Uniti (bandiera) | A     | Shavlik Randolph   | 1983 | 208  | 109       |
| 50 | Canada (bandiera)      | C     | Joel Anthony       | 1982 | 206  | 111       |

## Staff tecnico
- Allenatore: Erik Spoelstra
- Vice-allenatori: Bob McAdoo, Keith Askins, Ron Rothstein, David Fizdale, Chad Kammerer
- Vice-allenatore/scout: Octavio De La Grana
- Preparatore fisico: Bill Foran
- Preparatore atletico: Jay Sabol
- Assistenti preparatori: Rey Jaffet, David Parks